# Ben Bakker
Bernhard (Ben) Bakker (De Waal, 2 augustus 1931) is Nederlands manager en politicus namens de Katholieke Volkspartij en het Christen-Democratisch Appèl.
De geboren Texelaar en boerenzoon volgde na de mulo (tot de derde klas) de Hogere Burgerschool-b aan het Gemeentelijk Lyceum in Den Helder, en ging daarna verder in het Hoger Beroepsonderwijs met accountancy en M.O.-economie.
In zijn werkzame leven was Bakker bij een aantal bedrijven actief geweest als manager, meestal voor enkele jaren. Zo werkte hij bij de Verenigde Nederlandse uitgeversbedrijven als marketingmanager, als assistent-accountant bij een accountantkantoor in Rotterdam (1954 - 1955) en bij Philips Nederland als assistent bij de commerciële directie (1955 - 1957). De jaren erna zocht hij het meer in het buitenland, door midden van zijn werk als bedrijfssecretaris en diensthoofd bij de Curaçaosche Handel-Maatschappij in Suriname (1957 - 1961), als exportspecialist in Mannheim (1965 - 1966) en als directeur ledenservice bij de boekenclub Europaclub Internationaal (1966 - 1968). Na een adjunct-directeurschap bij een instrumentenmakersbedrijf (1968 - 1972) keerde hij terug in de uitgeverijwereld bij Amsterdam Boek/Spectrum als marketingmanager (1972 - 1978).
Van 1974 tot 1979 was Bakker gemeenteraadslid namens de Katholieke Volkspartij in de toenmalige gemeente Linschoten, en tussen 1974 en 1978 was hij daarnaast ook wethouder (o.a. verantwoordelijk voor financiën, onderwijs en sport). Zijn gemeenteraadslidmaatschap eindigde in 1979 als gevolg van een gemeentegrenswijziging tussen Linschoten en Montfoort. Hij was in de jaren 1970 bovendien enige tijd actief als regiobestuurder bij de KVP/CDA.
In 1978 werd hij gekozen in de Tweede Kamer der Staten-Generaal voor de KVP. Hij hield zich in de Tweede Kamer onder meer bezig met het arbeidsomstandighedenbeleid (onder meer woordvoerder bij de behandeling van de Arbeidsomstandighedenwet) en volksgezondheid (Wet tarieven gezondheidszorg) en met ('kleinere') onderwerpen op het gebied van volkshuisvesting (formaldehyde in bouwmaterialen), financiën, recreatie en landbouw.
Vanaf 1981 was hij algemeen directeur bij Stichting "De Zonnehof" te Amsterdam.
- Parlement.com: vg09llm8ceyd